# Béla Tanárky
Béla Tanárky (n. 3 martie 1860 – d. 4 iunie 1917) a fost unul dintre generalii Armatei Austro-Ungare din Primul Război Mondial.
A îndeplinit funcția de comandant al Diviziei 51 Honvezi ungară în campania acesteia împotriva României, având gradul de general-maior.:pp. 184-185